# Matt Tong
Matthew Chee Hung Tong (Nacido el 29 de abril de 1979 en Bournemouth, Inglaterra) fue el baterista del grupo inglés de Indie-Rock: Bloc Party, de 2001 a 2013. Él es de origen chino. A la edad temprana de 11 años, era un guitarrista competente, además de pianista y baterista.

## Antes de Bloc Party
Se muda de Bournemouth a Norwich para su educación y obtiene un graduado en tecnología musical en la universidad de East Anglia. Buscaba una banda para tocar, inicialmente como guitarrista, pero no encontró ninguna. En el 2001 se traslada a Londres para estudiar en la Universidad Thames Valley en donde conoce a Kele Okereke.

## Durante Bloc Party
Después de un tiempo de conocer a Kele, este le propone entrar a su banda. Okereke, Lissack y Moakes eran muy específicos en lo que querían como batería. Ocho bateristas ya habían entrado y Matt sería el noveno y el último. Los tres se sentaron y lo oyeron según ellos resultaba: "Mágico, es un sonido que pensamos que posiblemente nunca existiese", y así, finalmente, se forma Bloc Party.

## Después de Bloc Party
Después de que Bloc Party Lanzara el álbum Intimacy y antes de su próximo lanzamiento (Bloc Party album) Four Matt abandonó Bloc Party debido a que la única razón para quedarse a la Banda era por la música.
Después de eso no se supo que fue de Matt hasta un tiempo después. 
En 2017 Matt estuvo involucrado en diferentes proyectos, empezando por una banda conocida como "Red Love" con solo un álbum lanzado, asimismo también estuvo con la banda de Nueva York L'Amour Bleu una vez más para solo tener un álbum llamado "Please"
El proyecto más destacado de Matt después de Bloc Party fue para la banda "Algiers" con quiénes empezó a tocar después de un concierto por tour notreamericano. El último trabajo de Matt fue con Algiers en un sencillo llamado "100 BPM Christmas"

## Vida personal
Matt se casó con Brooke Vermillion en 2006. El 9 de noviembre de 2006, debió ser hospitalizado después de sufrir neumotórax, cesando el viaje de tour que tenían programado durante los meses de noviembre y diciembre del 2006 junto a Panic! At the Disco.
Matt es el más amistoso y da la bienvenida de la Banda en entrevistas, enganchando a un estilo hablador donde los otros miembros se encogen a menudo de la cámara.

## Equipo
Utiliza un equipo de cinco piezas, tambores de arándano (12x10, 14x12, 16, y 22x18), usa Sabian 13" AAX Fusion hi-hats, 22" HHX ride y 18" HHXplosion, Pro-Mark Neil Peart, Hardware Pearl (incluyendo pedales Eliminator), y cabezalesEvans.

## Curiosidades
Matt es muy parecido físicamente a Iwan Griffiths, integrante del grupo The Automatic, además de que ambos son bateristas de sus respectivos grupos.